# 賓夕法尼亞州第一步槍兵團
賓夕法尼亞州第一步槍兵團(1st Pennsylvania Rifles)又名“鹿尾”(Bucktails)，是賓夕法尼亞州的一個聯邦軍團。

## 組織
第一步槍兵團於美國南北戰爭早期由Thomas Leiper Kane成立，其700名成員多是來自賓夕法尼亞州北部的年青人，當中亦有一些是農民，伐木工人和撐筏者。
其後因為人數太多而有一部分第一步槍兵團的成員另組賓夕法尼亞州第四十二自願步兵團(42nd Pennsylvania Volunteer Infantry Regiment)，又名“鹿尾兵團”。

## 戰場生涯
- Dranesville之役
- 七天戰役
- 第二次馬納沙斯之役
- 南山之役
- Antietam之役
- 弗雷德里克斯堡之役
- 蓋茨堡之役
- 莽原之役
- 斯波遮凡尼亞之役(Spotsylvania Court House)
- Bethesda堂之役

賓夕法尼亞州第一步槍兵團於1864年5月31日完成其戰場上的任務，回鄉解甲。